# Syphon Filter: Logan's Shadow
Syphon Filter: Logan's Shadow é um jogo eletrônico de tiro em terceira pessoa e furtividade desenvolvido pela SCE Bend Studio e publicado pela Sony Computer Entertainment. É o sexto e último título da série Syphon Filter e foi lançado para PlayStation Portable em outubro de 2007 na América do Norte e em novembro na Europa, com uma conversão para PlayStation 2 estreando em junho de 2010.